# World's Biggest Gang Bang
The World's Biggest Gang Bang és una pel·lícula pornogràfica escenificada en un Hollywood estudi protagonitzada per Annabel Chong i que es presenta com a ella practica el sexe amb 300 homes. En realitat, els participants van ser molt menys del que s'anunciava. Es diu que van participar amb Chong en un total de 251 actes sexuals. L'esdeveniment va ser organitzat pl director John T. Bone.
El vídeo resultant, llançat l'any 1995, és una de les pel·lícules pornogràfiques més taquillera de la història. L'intent de gravar va cridar l'atenció del director de cinema Gough Lewis i Chong es va convertir en el tema del seu documental Sex: The Annabel Chong Story. El documental de Lewis va ser un èxit al Festival de Cinema de Sundance i va ser nominat al Gran Premi del Jurat.

## Argument
L'acte comença amb unes quantes entrevistes a alguns dels participants. Annabel Chong arriba més tard i és rebuda pel director de l'esdeveniment. Bone informa a Chong sobre el format i després fa una sessió informativa a la resta de participants. El metratge retalla una entrevista que Chong dona a la premsa. Ron Jeremy (amfitrió de l'esdeveniment) presenta les fluffer i comença la gang bang. Chong, canviat per un vestit, surt d'una entrada lateral i puja a l'escenari. L'escenari, construït per semblar una casa romana, té un llit al mig; l'escenari pretenia al·ludir a l'orgia de l'emperadriu romana Messalina. Bone, utilitzant un altaveu, convoca els cinc primers participants. Chong participa en actes sexuals amb els participants durant cinc o deu minuts fins que es crida al següent grup. Chong havia insistit en l'ús de condons per a l'esdeveniment, però els homes que eren intèrprets professionals podien participar sense utilitzar-los.

## Crítica
Es van fer crítiques als productors de The World's Biggest Gang Bang pel nivell de risc al qual es va exposar Chong sense saber-ho. No hi havia cap requisit perquè els homes es fessin proves de malalties de transmissió sexual diferents de la sida. Més tard es va saber que no havien proporcionat proves de prova negativa per al VIH, al contrari del que s'havia fet creure a Chong. Uns quants homes van participar sense l'ús de preservatiu.
L'aparent falta de pagament a Chong també va atreure crítiques. La pel·lícula és una de les pel·lícules pornogràfiques més taquillera, però tal com s'al·ludeix al documental Sex: The Annabel Chong Story, a Chong mai se li va pagar els 10.000 dòlars que li havien promès, i sembla que no en va rebre cap diners del vídeo.

## Reconeixements
Als Premis XRCO del 1995 va rebre el premi al pitjor vídeo de l'any.